# 茨竹乡 (沐川县)
茨竹乡，是中华人民共和国四川省乐山市沐川县下辖的一个乡镇级行政单位。

## 行政区划
茨竹乡下辖以下地区：
朝天马社区、西门村、桐林村、五四村、凉井村、寺坪村、干沟村、茶坪村、友爱村、青龙村和雄心村。